# ریوتا کویکه
ریوتا کویکه (انگلیسی: Ryuta Koike؛ زادهٔ ۲۹ اوت ۱۹۹۵) بازیکن فوتبال اهل ژاپن است.